# Hydrocotyle valida
Hydrocotyle valida är en växtart i släktet Hydrocotyle och familjen araliaväxter.
Arten förekommer i Uruguay. Den beskrevs av Dámaso Antonio Larrañaga 1923, men dess status som giltig art är oklar.